# Zerkalo dlja geroja
Zerkalo dlja geroja (Зеркало для героя) è un film del 1987 diretto da Vladimir Chotinenko.

## Trama
Il film racconta di due uomini che vengono trasportati quasi 40 anni fa e vivono costantemente lo stesso giorno.